# فيونا صموئيل
فيونا صموئيل (بالإنجليزية: Fiona Samuel)‏ هي ممثلة نيوزيلندية، ولدت في 1961.

## وصلات خارجية
- الموقع الرسمي